# Culex castrensis
Culex castrensis är en tvåvingeart som beskrevs av Edwards 1922. Culex castrensis ingår i släktet Culex och familjen stickmyggor. Inga underarter finns listade i Catalogue of Life.